# Fotogramas de Plata 1964
El lliurament dels 15è Premis Fotogramas de Plata (coneguts oficialment com a Placa San Juan Bosco), corresponents a l'any 1964, lliurats per la revista espanyola especialitzada en cinema Fotogramas, va tenir lloc el 31 de gener de 1965, diada de Sant Joan Bosco, a la residència de la família Nadal, propietària de la revista, al barri de Pedralbes (Barcelona).

## Candidatures

### Millor intèrpret de cinema espanyol
| Intèrpret     | Pel·lícula    | Resultat  |
| ------------- | ------------- | --------- |
| Julián Mateos | Young Sánchez | Guanyador |

### Millor intèrpret de cinema estranger
| Actriu         | Pel·lícula | Resultat  |
| -------------- | ---------- | --------- |
| Richard Burton | Becket     | Guanyador |